# إيبا هاي
إيبا هاي (بالسويدية: Ebba Hay)‏ هي لاعب كرة مضرب سويدية، ولدت في 11 ديسمبر 1866 في Jönköpings Sofia church parish ‏ في السويد، وتوفيت في 26 مايو 1954 في Järstorp ‏ في السويد.

## وصلات خارجية
- إيبا هاي على موقع الاتحاد الدولي لكرة المضرب (الإنجليزية)
- إيبا هاي على موقع اللجنة الأولمبية الدولية (الإنجليزية)
- إيبا هاي على موقع أوليمبيديا (الإنجليزية)
- إيبا هاي على موقع اللجنة الأولمبية السويدية (السويدية)